# Acanthophis rugosus
Acanthophis rugosus là một loài rắn trong họ Rắn hổ. Loài này được Loveridge mô tả khoa học đầu tiên năm 1948.